# Felix Steiner
Felix Martin Julius Steiner, född 23 maj 1896 i Stallupönen, Ostpreussen, död 12 maj 1966 i München, var en tysk officer i Reichswehr och senare Waffen-SS. Han tjänstgjorde i både första och andra världskriget.

## Biografi
Efter studentexamen tog Steiner år 1914 värvning som officersaspirant i ett infanteriregemente. Han deltog på första världskrigets östfront där han sårades svårt och erhöll Järnkorset av andra klassen för sin tapperhet. Efter att han åter blivit stridsduglig återkom han till fronten och tilldelades senare även Järnkorset av första klassen. 
Vid Tysklands kapitulation 1918 gick Steiner med i en frikår (Freikorps). År 1921 blev han yrkesofficer och året efter klarade han generalstabsprovet. Han placerades i Reichswehrs utbildningsenhet. Steiner var intresserad av den militära utbildningen och utvecklade för tiden radikala utbildningsmetoder. Hans motto var ”Svett sparar blod”. Han skar ner på exercisen och använde istället tiden till intensiv stridsträning med skarp ammunition. 
Steiner blev senare en av de ansvariga för utbildningen inom Waffen-SS och när han senare utbildade blivande SS-officerare sade han att officeren ska vara ”en smidig, anpassningsbar typ av soldat, stark och vig till naturen och med mer än medelmåttig uthållighet.” Steiner var övertygad om att framtiden låg i mindre elitenheter som skulle kunna strida självständigt och använda all typ av modern utrustning. Han menade att det behövdes lättrörliga, strängt disciplinerade enheter som skulle kunna ”splittra fienden i fragment och sedan förinta de spridda resterna”.
I mars 1935 gick Steiner med i SS militära gren SS-Verfügungstruppe där han utsågs till befälhavare för en bataljon i regementet SS-Standarte Deutschland. Året efter befordrades han till befälhavare för hela regementet. Steiner ansågs som en av de mest innovativa befälhavarna inom Waffen-SS. Han kommenderade SS-Deutschland med stor framgång i fälttåget mot Polen, Frankrike och Benelux-länderna. Han utsågs personligen av Heinrich Himmler att ansvara för uppställandet av den frivilliga Waffen SS-divisionen Wiking där de stridande bland annat bestod av frivilliga holländare, belgare, danskar, norrmän, finnar och svenskar.
Under striderna om Berlin 1945 omringades Steiners trupper av Röda armén och Steiner fann det omöjligt att utföra Hitlers direkta order om anfall och kapitulerade den 21 april. Styrkeförhållandet uppges då ha varit 10 mot 1 till ryssarnas fördel. Den 22 april 1945 blev Hitler informerad om att Steiner inte skulle anfalla och han föll i ett tårfyllt raseri samtidigt som han själv verkligen insåg att allt var förlorat. Hitler beskyllde generalerna för nederlaget även om felet var mest hans eget på grund av alla de katastrofala beslut han fattat under krigets lopp. Hitler vägrade dock att fly utan skulle stanna kvar i Berlin till slutet och skulle sedan begå självmord. Efter att ha kapitulerat internerades Steiner den 3 maj 1945 i ett brittiskt krigsfångeläger. Steiner misstänktes för krigsförbrytelser, men han avfördes senare från utredningen och släpptes fri i april 1948. Under efterkrigstiden skrev Steiner sina memoarer samt flera böcker om andra världskriget och krigföring. Felix Steiner var ogift.

## Kommenderingar
- Befälhavare för SS-regementet "Deutschland" 1 juni 1936 – 1 december 1940
- Befälhavare för SS-divisionen Germania 1 december 1940 – 1 januari 1943
- Den 31 december 1940 byter SS-Germania namn till SS-Wiking
- Den 9 november 1942 ombildas SS-Wiking till 5. SS-Wiking Panzergrenadier Division (I)
- Befälhavare för III. SS-Panzerkorps 10 maj 1943 – 9 november 1944
- Befälhavare för 11:e SS Pansararmén 26 november 1944 – 5 mars 1945